# Acestore
Acestore, soprannominato Σάκας ("Scita") (in greco antico: Ἀκέστωρ?, Akéstōr; Scizia, ... – V/IV secolo a.C.), è stato un tragediografo greco antico.

## Biografia
Acestore è noto per essere stato bersaglio dei poeti comici antichi, fra cui Aristofane, per la sua origine straniera (scita o tracia) e come parassita, da Eupoli e da Callia.

## Opere
Che Acestore fosse poeta drammatico lo si apprende da un frammento di Cratino, che lo invitò a curare di più la struttura e la trama dei suoi drammi. Di essi, tuttavia, a parte questa menzione, non restano frammenti.